# Fern Hunt

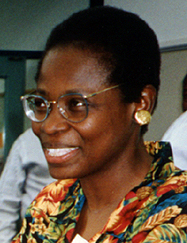
Fern Hunt auf der Konferenz für afroamerikanische Forscher in den mathematischen Wissenschaften (CAARMS), Mathematical Sciences Research Institute (MSRI), Berkeley, Kalifornien, im Juni 1995

Fern Yvette Hunt (* 1948 in New York City) ist eine US-amerikanische Mathematikerin. Ihre Forschungsinteressen umfassen dynamische Systeme und angewandte Wahrscheinlichkeit. Insbesondere hat sie sich mit Monte-Carlo-Methoden zur Lösung partieller Differentialgleichungen befasst.

## Leben und Werk
Hunt wurde als Tochter von Daphne Lindsay und Thomas Edward Hunt geboren. Ihre Großeltern waren vor dem Ersten Weltkrieg aus Jamaika in die USA ausgewandert. Ihre Mutter hatte zwei Jahre lang das Hunter College besucht,  konnte sich dann aber die Kosten für die Hochschulbildung nicht mehr leisten. Durch ihre Mutter ermutigt, studierte sie Mathematik am Bryn Mawr College und erwarb 1969 ihren Bachelor-Abschluss. Anschließend erhielt sie den Master-Abschluss am Courant Institute of Mathematics der New York University. 1979 promovierte sie an der New York University bei Frank Charles Hoppensteadt mit der Dissertation: Pattern Formation in Reaction Diffusion Systems with Diffusive Instability. Anschließend unterrichtete sie an der University of Utah und wurde Assistenzprofessorin in der Mathematikabteilung der Howard University, wo sie bis 1993 tätig war. Von 1981 bis 1982 arbeitete sie für das National Institute of Health im Labor für Mathematische Biologie und von 1986 bis 1991 arbeitete sie für das National Institute of Standards and Technology. Sie war von 1988 bis 1991 Mitglied des GRE Mathematics Advisory Board des Educational Testing Service in Princeton und arbeitete danach als Forschungsmathematikerin bei der Mathematical Modeling Group der Abteilung für Angewandte und Computermathematik des Labors für Computer- und Angewandte Mathematik des Nationalen Instituts für Standards und Technologie (NIST).
Sie war 1998 als Beraterin für das EDGE-Programm (Enhancement of Diversity in Graduate Education) tätig. Seit 1992 ist sie im Kuratorium des Bryn Mawr College aktiv, seit 1994 im Beratenden Ausschuss für biologische und Umweltforschung, Energieabteilung und war von 1989 bis 1992 im Bildungsausschuss der American Mathematical Society.

## Auszeichnungen
Sie wurde in die Klasse der Stipendiaten der American Mathematical Society für 2019 aufgenommen. 2000 wurde sie für ihre Beiträge zur mathematischen Biologie mit dem Arthur S. Flemming Award ausgezeichnet. Von der Mathematically Gifted & Black wurde sie als Black History Month 2017 Honoree ausgezeichnet. Die Association for Women in Mathematics hat sie in die Klasse der AWM-Stipendiaten 2020 aufgenommen.

## Veröffentlichungen (Auswahl)
- "Finite Precision Representation of the Conley Decomposition", Journal of Dynamical Systems and Differential Equations, Volume 13(1), 2001
- "Finite Precision Representation of the Conley Decomposition", NIST 6182, 1–16, 1998.
- "Unique ergodicity and the approximation of attractors and their invariant measures using Ulam's method", Nonlinearity, Vol.11(2), 1998.
- mit Galler, M.A., Martin, J.W.:"Microstructure of Weathered Paint and Its Relation to Gloss Loss: Computer Simulation and Modeling", Journal of Coatings Technology, Vol.70, No.880, 1998.
- "Approximating the Invariant Measures of Randomly Perturbed Dissipative Maps", Journal of Mathematical Analysis and Applications, Vol. 198, 1996.
- mit Bernal, J., Douglas, J.F.: "Probabilistic Computation of Poiseuille Flow Velocity Fields", Journal of Mathematical Physics, Vol. 36, (5), 1995.
- "Existence Approximation and Convergence of Invariant Measures of Randomly Perturbed Maps", Proceedings of an International Conference on Differential Equations and Applications to Biology and Industry, (eds. Martelli, M., Cooke, K., Cumberbatch, E., Tang, B. and Thieme, H.), 1995.
- mit McMichael, R.D.,:"Analytical Expressions for Barkhausen Jump Size Distributions", IEEE Transactions on Magnetics, Vol. 30, (6), 1994.